# Франсоа II дьо Клев
Франсоа II дьо Клев (на френски: François II de Clèves; * 31 юли 1540, † 19 декември 1562 при Дрьо) е от 1561 г. херцог на Херцогство Невер и граф на Ретел и Йо.

## Живот
Той е син на херцог Франсоа I дьо Клев († 1561) и първата му съпруга Маргарита дьо Бурбон († 1589), дъщеря на херцог Шарл IV дьо Бурбон-Вандом, леля на бъдещия крал Анри IV от Франция.
През 1562 г. Франсоа II участва в успешната обсада на Руан против хугенотите. На 19 декември 1562 г. Франсоа е на страната на католиците пада убит е убит в битката при Дрьо.
Франсоа II се жени на 6 септември 1561 г. за Анна дьо Бурбон († 1572), дъщеря на херцога на Монпансие Луи III дьо Бурбон. Те нямат деца. След ранната му смърт 1562 г. той е наследен от по-малкия му брат Жак (1544 – 1564), който умира също без наследници и е наследен от сестра му Хенриета († 1601). Тя управлява заедно със съпруга си Луиджи Гондзага. Чрез нейната женитба владенията попадат на италианската благородническа фамилия Гондзага.